# A nyár egy szívás
A nyár egy szívás (Summer Sucks) a South Park című rajzfilmsorozat huszonegyedik része (a 2. évad 8. epizódja). Elsőként 1998. június 24-én sugározták az Amerikai Egyesült Államokban.

## Cselekmény
Ebben a részben kitör a vakáció, de ennek a South Park-i gyerekek nem örülnek, mert szerintük nyáron semmi izgalmasat nem lehet csinálni. A helyzetet súlyosbítja, hogy egy baleset miatt (melyben egy fiú elveszítette a karját) betiltják a petárdázást, amely a fiúk egyetlen nyári szórakozása volt. Cartman emiatt úgy dönt, inkább úszóleckéket vesz. Jimbo és barátja, Ned nem törődik bele a petárdák betiltásába és Mexikóba utazik, hogy illegálisan vegyen robbanószereket. A polgármester megtudja, hogy a „kátránykígyó” (egy biztonságosabb kisméretű tűzijáték) még mindig legális, ezért úgy határoz, hogy egy óriási kátránykígyóval ünneplik meg július 4-ét. Azonban ez elszabadul és romba dönti a várost, majd az egész országot.
Ezalatt Mr. Garrison pánikba esik, mert Kalap úr eltűnt, ezért New York-i rendelőjében felkeresi Dr. Katzot. Az orvos szerint Garrison meleg és Kalap úr testesíti meg az elfojtott meleg énjét. Garrison hevesen tiltakozik, de ebben a pillanatban megjelenik az óriáskígyó és lerombolja a rendelőt. Jimbót és Nedet elfogja a határőrség, de az óriáskígyónak köszönhetően sikerül megszökniük és hazatérnek South Parkba a petárdákkal.
A srácok kilövik a petárdákat és elpusztítják vele az óriáskígyót. Ezután hamu hullik az égből, melyet a lakosok hóként alkalmaznak. Az epizód végén Séf bácsi is hazatér Aruba szigetéről. Mr. Garrisonnak pedig új társa lesz, Gally úr személyében.

## Kenny halála
- A visszaemlékezés során, amikor a srácok még óvodások voltak, Kennyt egy petárda robbantotta fel.
- Az óriás kátránykígyó majdnem megsebesíti Kennyt, de sikerül félreugrania. Ezután viszont a lelátó rászakad.

## Utalások
- A gyerekek az óriáskígyó által okozott zűrzavar ellenére tovább zenélnek, a Titanic zenekarához hasonlóan.

## Érdekességek
- Az egyik nő, akivel Séf bácsi a szigeten van, rendkívül hasonlít a későbbi menyasszonyára, A Szivola című részben.
- Ez az első epizód, melyben Gally úr szerepelt.
- Az első medencés jelenetnél egy földönkívüli látogató is megfigyelhető a vízben.